# Войзбун
Войзбун, или Водзьбун (пол. Wodzbun, Wojdzbun, Wojzbun) — литовский дворянский род, разделившийся на три отрасли, записанные в родословные книги губерний Витебской, Виленской и Сувалкской.

## Описание герба
В золотом щите червлёные с тремя зубчатыми башнями ворота с чёрной открытой решёткой и с золотыми швами.
Щит увенчан дворянским коронованным шлемом. Нашлемник: на пяти золотых перьях те же ворота, что в поле щита. Намёт: червлёный с золотом.
Герб Войсбун внесён в Часть 12 Общего гербовника дворянских родов Всероссийской империи, стр. 137.